# Château de Béru
Le château de Béru est un château situé à Béru, en France.

## Localisation
Le château est situé dans le département français de l'Yonne, sur la commune de Béru.

## Historique
L'édifice est inscrit au titre des monuments historiques en 2001.